# Черемошники
Черемошники — местность (субрайон) на северо-западе города Томска, в составе Ленинского района, занимая по площади примерно половину района.

## История

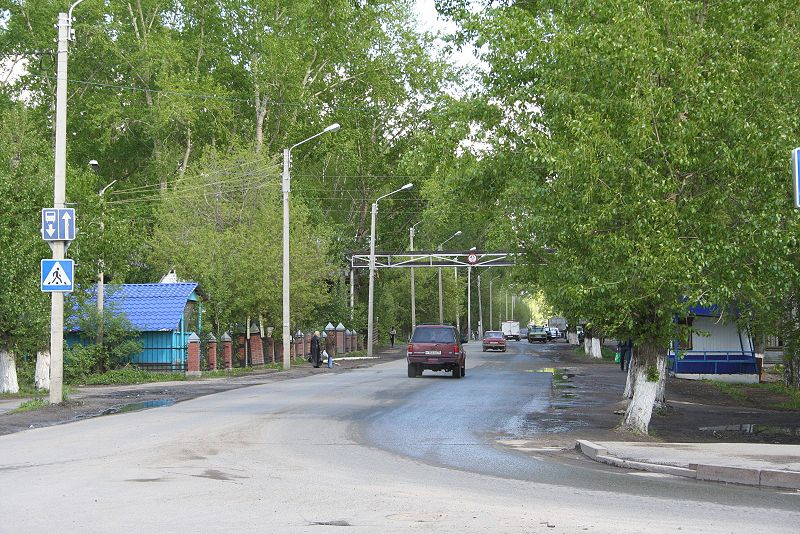
Улица 5-й Армии — одна из улиц Черемошников

### Конец XIX — начало XX века
В момент появления первых построек, на рубеже XIX—XX веков, здесь были заросли черёмухи, одним словом — черемошники, отсюда и название местности.
Первые пароходы на Томи доходили устья Ушайки только весной. В остальное время пассажиров высаживали «у Черемошинской пристани» (в районе нынешнего причала «Томлесдрева»). Именно здесь первоначально заканчивалась Томская ветвь Средне-Сибирской железной дороги. Для вывоза продукции, а также для перевалки грузов с железной дороги на речной транспорт и обратно здесь, на побережье реки возле Черемошниковской пристани, была обустроена конечная железнодорожная станция Черемошники, рядом с которой вырос небольшой посёлок, который так и называли — «Станция Черемошники». В современности, в этом районе города располагается открытая в 1958 году железнодорожная станция Томск-Грузовой.
Возле пристани также находился врачебно-питательный переселенческий пункт в котором обслуживались переселенцы прибывающие как по реке из Тюмени, так и по железной дороге.
В начале XX века в южной части района возникло несколько промышленных предприятий в числе которых: мельницы Фуксмана и Кухтерина, фабрика по производству карандашной дощечки и городская скотобойня.

### Советский период
В советское время здесь начали возводить Лесоперевалочный комбинат — ЛПК. К 1950-м годам его строители образовали шесть жилых посёлков, называемых: «1-й посёлок ЛПК», «2-й посёлок ЛПК» и т. д. Вскоре в их названиях, вместо аббревиатуры «ЛПК», стали использовать слово «Черемошники», что было параллельным названием посёлков.
Район оставался традиционно промышленным. Здесь заработали заводы:
химикофармацевтический, дрожжевой, шпалопропиточный, измерительной аппаратуры, хладокомбинат, мебельно-швейная фабрика и другие предприятия. В 1970-е годы сюда перенесён Томский завод резиновой обуви.
Рядом с заводами, здесь, в 30-х — 50-х годах XX века, массово возводятся так называемые «нахаловки» — жилые территории самовольной постройки. Большая Подгорная и прилегающие к ней улицы застраивались упорядоченно, силами участков ЛПК, из своего материала, поэтому большая часть домов здесь из дерева, с минимальным благоустройством, даже в 4—8-квартирных двухэтажных бараках.
В 1974—1980 годах построен и введён в строй завод ДСП (сейчас — общество с ограниченной ответственностью «Томлесдрев») во 2-м посёлке ЛПК — единственном из посёлков ЛПК сохранившим к тому времени своё первоначальное адресное название, так как решением томского горисполкома от 7 декабря 1954 года в Третьем и Шестом посёлках ЛПК, соединившихся за счёт плановых и неплановых построек, выделены улицы, а 5-й посёлок ЛПК, расположенный на берегах водоёма Керепеть — старицы Томи, официально преобразован в улицу Усть-Керепеть, хотя по сути остался посёлком. Этим же решением горисполкома 4-й посёлок ЛПК влит в состав Второго. 1-й посёлок ЛПК был снесён при строительстве нового грузового речпорта в 1965—1974 годах.

## Современность и перспективы
В 2000-х—2010-х годах в трёх бывших корпусах завода резиновой обуви открылся крупный торгово-развлекательный комплекс «Мегаполис», в состав которого входит многозальный кинотеатр «Кинополис».
В 2010-х годах закрыт шпалопропиточный завод. В 2015 году его территория выкуплена «Томской домостроительной компанией», которая после сноса заводских строений и рекультивации территории начала здесь возведение микрорайона, который, по планам застройщика, будет состоять из жилых домов высотой в 17 и 25 этажей на 5 тысяч квартир и ~8,5 тысяч жителей и объектов соцкультбыта. Микрорайон получил название «Радонежский», по расположенному рядом храму Сергия Радонежского.
Существует проект развития Черемошников, предусматривающий снос старых деревянных домов и замены их новостройками, который постепенно воплощается в жизнь, однако затрудняется сложностью процедуры расселения жильцов сносимых домов и необходимостью прокладки коммуникаций к возводимым объектам.

## Криминогенная обстановка
Личная безопасность всегда была под вопросом в этом районе, который с первых лет своего существования имел репутацию одного из самых криминальных в Томске, которая сохраняется и в XXI веке. Из-за дешевизны жилья район пополняется в основном за счет мигрантов и маргинального населения, приезжающего в Томск в поисках заработка неквалифицированным трудом.

## География
Черемошники расположены в низменности между реками Томь и Малая Киргизка и Каштачной горой. Однозначно можно определить лишь западную границу района, коей является река Томь, в отношении же остального протяжения границы Черемошников по-прежнему актуальной является выдержка из одного из спорных дел Томской городской думы, датированного 1909 годом:

При определении границ местностей [Томска]<…> нельзя формально и точно установить, что с такой-то черты начинается такая-то местность и кончается такая-то, а можно лишь только наметить приблизительно центр данной местности, отнести прилегающие к ней окрестности.
В контексте вышесказанного, Черемошники на юге территориально «конфликтуют» с историческими районами Томска: Заозерье и Пески, на востоке — с Каштаком и Радужным, на северо-востоке — с посёлками: Северо-Каштачный, Усть-Киргизка и Свечной, а на севере — с промышленной зоной в районе улиц Мостовой и Причальной.

## Опасности природного характера
В период паводка район находится в зоне подтопления, о чём неоднократно сообщали средства массовой информации.

## В искусстве
- Действующая на рубеже XIX—XX веков практика сезонного переноса городской пристани в район Черемошников, а также нравы местного населения нашли отражение в криминальном романе Не-Крестовского (один из псевдонимов Валентина Курицына) «Томские трущобы» (1906), действие которого происходит в Томске в 1900-х годах. Так, события главы «На пароходе» разворачиваются в июне, на городской пристани, которая, как поясняется, в год, когда происходят описываемые события, ещё не переведена на Черемошки (просторечно-сокращённое название Черемошников), ввиду высокого уровня воды в Томи. В этом же романе, в главе «Ночные шакалы», на «кровожадного тигра» томского преступного мира Егорина, только что, под покровом ночи, утопившего в водах Томи «следы» совершённого им вместе с сообщником убийства, нападают два оборванца, которых автор романа называет типичными представителями черемошинской (то есть обитающей на Черемошниках) шпаны, «которая в тюрьме-то спит под нарами, а на воле — носит презрительный эпитет медяков. Людям этого сорта безразлично что и как украсть: крынку молока с воза у зазевавшейся бабы, бельё ли, развешанное для просушки. Но когда появляется возможность действовать наверняка, они решаются на грабёж, как это и было сделано с Егориным»[13].

- Томский поэт Михаил Андреев написал стихотворение о Черемошниках и везущем туда трамвае «однёрочке», которое впоследующем легло в основу песни «Трамвай „пятёрочка“» из репертуара группы «Любэ». По предложению композитора Игоря Матвиенко название района в песне было изменено на Черёмушки, так как «только в Томске есть Черемошники», а Черёмушки подходят для «всех городов». «Однёрочку» на «пятёрочку» Андреев поменял по собственной инициативе («Ёлки-палки, американцы скажут, что у нас в городе всего один трамвай, непорядок!»)[14][15].

## Общественный транспорт
Через проспект Ленина:

Автобусы и маршрутные такси: № 5, 12, 20, 29, 32/118, 38, 150.

Троллейбус: № 2.
Через Большую Подгорную улицу:

Автобусы и маршрутные такси: № 13, 14, 442.

Трамвай: № 1.

## Предприятия и организации

### Существующие
В районе имеется множество предприятий и организаций, крупнейшими из которых являются:
- Томский завод резиновой обуви;
- Фармстандарт-Томскхимфарм;
- Мясокомбинат;
- Томские мельницы;
- Лесоперерабатывающее предприятие «Томлесдрев»[17];
- Мостоотряд № 101 (филиал акционерного общества «Сибмост»);
- Грузовой речной порт «Томской судоходной компании».

### Прекратившие существование
В XXI веке прекратили существование:
- Томский шпалопропиточный завод;
- Сибирская карандашная фабрика[18].

## Религия
Русская православная церковь:
- Храм преподобного Сергия Радонежского (улица Трудовая, 20). Освящён 30 июня 1997 года[1].